# شمع‌جاران
شمع جاران، روستایی است از توابع بخش مرکزی شهرستان نوشهر در استان مازندران ایران.
همسایگان از شمال به کمربندی، از جنوب به روستای درزیکلا ، شرق به روستای لتینگان و غرب به روستای علی اباد متصل است.

## جمعیت
این روستا در دهستان خیرودکنار قرار دارد و براساس سرشماری مرکز آمار ایران در سال ۱۳۸۵، جمعیت آن ۶۶۸ نفر (۱۸۱خانوار) بوده‌است. مردم شمع جاران از قومیت طبری هستند. مردم شمع جاران به زبان طبری با گویش کجوری سخن می‌گویند.